# Зеттегаст, Герман
Герман Зеттегаст (нем. Hermann Gustav Settegast; 30 апреля 1819, Кёнигсберг — 11 августа 1908, Берлин) — немецкий учёный в области зоотехники и сельского хозяйства.
После окончания гимназии около 10 лет занимался практически земледелием; затем, прослушав курс в Гогенгеймской сельскохозяйственной академии и Берлинском университете, был избран управляющим академическим имением и преподавателем сельского хозяйства в Проскаусской Академии, а затем, после пятилетнего (1858—1863) заведования вновь открытой Сельскохозяйственной Академией в Вальдау, вблизи Кенигсберга, директором проскаусской академии.
С 1881 был профессором в Берлинской высшей сельскохозяйственной школе.

## Труды
- «Anleitung zur Wirthschaftsführung auf größeren Landgüttern» (1848);
- «Landwirthschaftliche Reise durch England» (1852),
- «Betrieb der Landwirthschaft in Proskau» (1857);
- «Über Tierzüchtung» (1859);
- «Zucht des Negrettischafes» (1861);
- «Deutsches Heerdbuch» (4 тома, 1868—1875; 4-е изд. 1879; переведено на русский язык В. И. Ковалевским: «Учение о скотозаводском искусстве», 2 части, 1880);
- «Bildische Darstellung des Baues und der Eigenschaften der Merinowalle» (1869);
- «Die Tierzucht» (2 части 1868—1872; 4-е изд. 1880; перевод-извлечение под ред. Ф. А. Баталина: «Животноводство», 1870); полный перевод с 4-го изд. О. А. Гримма — «Скотоводство», 1881),
- «Aufgaben und Leistungen der modernen Tierzucht» (1870),
- «25 Jahre Fortschritt auf dem Gebiete der Landwirthschaft» (1872);
- «Arbeiterfrage in Landwirthschaft» (1872);
- «Landwirthschaftliche Tierrassen Album» (1874, в сотрудничестве с von Gorizutti);
- «Landwirthschaft und ihre Betriebe» (3 т. 1877—1879; 3-е изд. 1885);
- «Viehzucht Frankreichs» (1879);
- «Die deutsche Landwirthschaft vom kulturgeschichtlichen Standpunkte» (1884);
- «Der Idealismus und die deutsche Landwirthschaft» (1885);
- «Die deutsche Viehzucht etc.» (1890);
- «Erlebtes und Erstrebtes» (1891).